# サウスダコタ級戦艦 (1920)
| サウスダコタ級戦艦 | サウスダコタ級戦艦                                                                    |
| ------------------ | ------------------------------------------------------------------------------------- |
|                    |                                                                                       |
| 艦級概観           |                                                                                       |
| 艦種               | 戦艦                                                                                  |
| 艦名               | 州名。一番艦はサウスダコタ州に因む。                                                  |
| 前級               | コロラド級戦艦                                                                        |
| 次級               | ノースカロライナ級戦艦                                                                |
| 性能諸元           |                                                                                       |
| 排水量             | 43,200 t                                                                              |
| 全長               | 208 m (684 ft)                                                                        |
| 全幅               | 32 m (105 ft)                                                                         |
| 吃水               | 10.1 m (33 ft)                                                                        |
| 機関               | 蒸気ターボ電気推進4軸、60,000馬力                                                     |
| 最大速力           | 23 kt (43 km/h)                                                                       |
| 航続距離           |                                                                                       |
| 乗員               |                                                                                       |
| 武装               | 50口径16インチ砲12門 53口径6インチ砲16門 50口径3インチ対空砲8門 21インチ魚雷発射管2基 |
| 装甲               | 水線345mm 甲板89-64mm 主砲塔前盾457mm 主砲塔天蓋127mm 司令塔406mm                     |

サウスダコタ級戦艦（サウスダコタきゅう せんかん、South Dakota class Battleship）は、アメリカ海軍が1916年に提出した海軍整備計画であるダニエルズ・プランにおいて建造が予定されていた戦艦である。
16インチ砲12門（三連装砲塔4基）を搭載した超弩級戦艦であった。資料によってはインディアナ級戦艦と表記した事例もある。時代的には、八八艦隊の加賀型戦艦に匹敵する性能であった。

## 概要
戦艦10隻、巡洋戦艦6隻の整備を根幹としたアメリカ合衆国のダニエルズ・プランにおいて、コロラド級戦艦（メリーランド級戦艦）4隻に続いて、超弩級戦艦6隻の建造が予定された。本級は、当初艦形を大幅に拡大させた案も検討されたが、最終的にはパナマ運河を通航可能な範囲で兵装や機関をコロラド級より強化させた案で決着した。大火力・重装甲の本級と、軽装甲・高速力のレキシントン級巡洋戦艦の組み合わせで運用する予定であった。
前級のコロラド級はアメリカ海軍戦艦として初めて45口径16インチ砲を装備したものの、実際はテネシー級戦艦の準同型艦であった。船体の基本設計はネヴァダ級戦艦以降のいわゆる「標準型戦艦」の設計を踏襲していた。なによりも45口径16インチ砲は連装砲塔4基（8門）しか搭載しておらず、おおむね日本海軍の長門型戦艦に類似した艦級であった。
これに対してサウスダコタ級は船体規模を拡大し、主砲は新たに開発された50口径16インチ砲を3連装砲塔に収めて4基12門を備え、機関はコロラド級と同じくターボ電気推進であるが、出力は約2倍となり最高速力を23ノットに引き上げた。兵装や機関の増強に伴い舷側装甲はコロラド級より若干削減したが、16インチ砲に対しての防御力は維持されており、完成していればアメリカ海軍史上最大最強かつ最速の戦艦となるはずであった。
なお日本海軍では、加賀型戦艦以降の戦艦・巡洋戦艦を検討する過程で本級の情報を入手し、その砲力や防御力が加賀型を上回るものと判断されたことから、紀伊型戦艦以降の計画にも影響を与えた。アメリカ側も当初は「加賀と土佐は長門の姉妹艦」と判断し、加賀型の次のクラス（紀伊型戦艦）は18インチ砲（46センチ砲）搭載予定と推定するなど、日米双方がお互いの情報収集に躍起になっていた。
本級の建造は1917年3月4日に認可されたが、第一次世界大戦の影響もあって1920年以降に6隻が起工された。1921年前半時点での調査によれば、各艦の工事進捗状況は概ね2割から3割程度で、マサチューセッツのみ数パーセントという状況であった。
同年11月よりワシントン軍縮会議がはじまり、1922年2月にワシントン海軍軍縮条約が調印されて主力艦の保有が制限されたため、建造は同年2月8日に中止された。未完成の船体は1923年に売却された。建造中止艦の艦名は、のちに新世代戦艦（ノースカロライナ級、サウスダコタ級、アイオワ級、モンタナ級）に流用された。

## 同型艦
- サウスダコタ (USS South Dakota, BB-49)
- インディアナ (USS Indiana, BB-50)
- モンタナ (USS Montana, BB-51)
- ノースカロライナ (USS North Carolina, BB-52)
- アイオワ (USS Iowa, BB-53)
- マサチューセッツ (USS Massachusetts, BB-54)

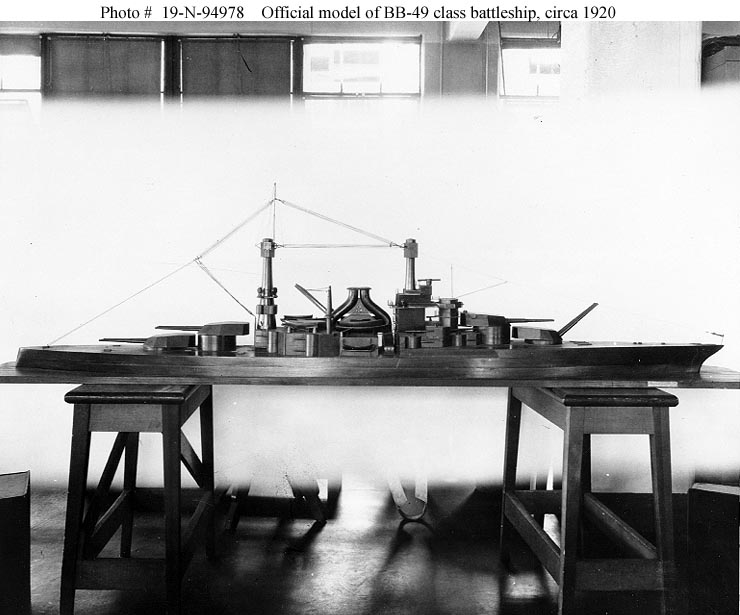
サウスダコタ級戦艦の公式模型